# Niente di nuovo sul fronte occidentale (film 1979)
Niente di nuovo sul fronte occidentale (All Quiet on the Western Front) è un film TV del 1979 diretto da Delbert Mann.

## Analisi
È tratto dall'omonimo romanzo di Erich Maria Remarque ed è un remake di All'ovest niente di nuovo di Lewis Milestone (1930).
Il film riprende pari passo degli eventi iconici del romanzo antimilitarista di Remarque, sparpagliandogli però lungo tutta la trama.
La pellicola televisiva di Mann si pone in un contesto storico che analizza la discesa dell'esercito tedesco durante la Prima guerra mondiale, espressasi totalmente nel 1918, anno in cui le falle strategiche dell'Alto comando portarono la Germania alla sconfitta decisiva.
Si vede, effettivamente, come cambi il tono in Germania dal 1916 al 1917: se nel '16 vi era ancora una vena patriottica trasmessa dai tutori della gioventù della Germania (insegnanti, genitori, ecc.), la quale si faceva influenzare da questa carica più che favorevole alla guerra, nel '17 si vede come, seppur questa vena si sia comunque insidiata in questi, appunto, tutori della gioventù, proprio la gioventù sia cambiata: l'impatto del conflitto si soffre anche in patria, dove i beni di tutte le necessità vengono dimezzati e razionati, a causa del blocco navale britannico, che impedisce alla Germania di rifornirsi; il morale sia in Germania che al fronte dei tedeschi si fa sempre minore, portando dunque i giovani tedeschi a sviluppare sentimenti disfattistici.
Il film pone anche una decostruzione del presunto eroismo in guerra, mostrando come tutte le perdite siano prive di enfasi eroica, anzi, mostrando come esse siano miserabili, inutili, e indegne.
Proprio la perdita viene trattata nel film come qualcosa che accade indipendentemente dalla capacità, bensì dal caso.
Niente di nuovo sul fronte occidentale di Delbert Mann illustra una macabra realtà: quella della guerra, della perdita.

## Trama
Le vicende si svolgono nel 1916, in Germania: Paul Baumer e i suoi amici, Albert Kropp, Friedrich Muller, Joseph Behm e Franz Kemmerich, sono dei giovani ragazzi, con il futuro davanti a loro, ognuno con grandi ambizioni: Paul quella del disegno e della scrittura, Albert quella per la giurisprudenza, Friedrich quella di viaggiare tutta l'Europa, Joseph quella per la teologia, e Franz, che, appassionato dallo studio della natura, ambisce a divenire forestiere.
I ragazzi, affascinati ed influenzati dai discorsi patriottici di Kantorek, il loro professore di liceo, i quali inneggiano alla supremazia culturale tedesca, decidono di offrirsi volontari per fare la loro parte, entrando nell'esercito.
L'addestramento si rivela alquanto duro, reso così dal sadico caporale, Himmelstoss, precedentemente un postino preso di mira dai cinque giovani; seppur ciò, il loro morale rimane sempre alto.
Giunti al fronte, tutto cambia: tra attacchi d'artiglieria, gas mostarda, notti insonni e claustrofobiche nei bunker, sfiancanti difese contro gli attacchi dei francesi, il morale dei ragazzi, precedentemente entusiasti, crolla. 
Al fronte, tuttavia, Paul ha anche modo di conoscere Kat, un veterano esperto, il quale gli insegna a sopravvivere adeguatamente e con cui stringe un'amicizia, Tjaden, precedentemente un fabbro; un suo coetaneo e un mangiatore ingordo e vorace, il più vorace della compagnia, a detta di Paul, Peter Leer, un tipo molto spinto e dal carattere  goliardico, Haie Westhus, in passato uno scavatore di torba, e Detering, un allevatore che pensa solamente ai suoi cavalli e a sua moglie.
Al fronte, a un certo punto, giunge anche Himmeltoss, accolto freddamente dai suoi precedenti uomini.
Durante un attacco, è preso da un attacco di panico, e dopo ciò diviene affettivo con Paul, a cui regala un pacco di zucchero, e alle sue passate reclute, e regala a Tjaden, anch'egli addestrato sofferentemente da Himmelstoss, un sacchetto di burro.
Paul, in due anni di guerra, vedrà cadere ad uno ad uno i suoi commilitoni: Franz, ferito alla gamba durante una ritirata dalle trincee francesi, morto a causa del dolore dato dall'amputare la gamba, Joseph, ucciso da una granata da mortaio davanti agli occhi dei suoi amici, Friedrich, deceduto con dolorosa agonia mentre Paul era in ospedale con Albert, Peter, ucciso da un colpo di fucile, Haie, ammazzato da una scarica di mitraglia, Kat, morto dissanguato da delle schegge della esplosione provocata da un aereo da caccia, Tjaden e Himmelstoss, uccisi dai proiettili di dei cecchini, e Detering, fucilato per diserzione. L'11 ottobre 1918, in trincea, Paul scrive ad Albert che sono gli unici due rimasti, e, poco dopo, viene anch'egli ucciso da un colpo di fucile, sportosi oltre il parapetto della trincea intento a disegnare un usignolo.
Il film si conclude mostrandoci il rapporto dell'Alto comando di quel giorno: "niente di nuovo sul fronte occidentale.".